# شوريهام
شوريهام هي بلدة تقع في مقاطعة غرب ساسكس ببريطانيا.

## توأمة
لشوريهام اتفاقيات توأمة مع كل من:
- Żywiec [الإنجليزية]‏
- ريوم

## أعلام
- ريتشارد بلاندل
- تشارلز بينيت
- فيفيان غراي
- مارك بنسون
- ماركوس باتلر
- ريس ميرفي